# Weimar (dinastia)
Weimar, anche Weimar-Orlamünde, era il nome di un'importante famiglia nobile che fiorì nell'attuale Turingia dal X al XII secolo. I suoi membri governarono la contea di Weimar e la conseguente contea di Weimar-Orlamünde con i centri territorialmente non collegati di Weimar an der Ilm e Orlamünde an der Saale. Inoltre, questa stirpe fornì margravi di Meissen, Carniola ed Istria.

## Storia

### Conti di Weimar e Orlamünde
Le origini dei conti di Weimar sono sconosciute, ma si sospetta una relazione con la stirpe dei Popponidi. Il primo conte di Weimar conosciuto è Guglielmo I, che viene menzionato per la prima volta nel 949, quando trasferì il Gau Husitin (Orlamünde) che gli era stato dato in dono dall'imperatore Ottone III, a suo figlio Guglielmo II per essere amministrato da questo.

Il conte Guglielmo II rese omaggio nel 1002 al re Enrico II, ottenendo così l'abolizione della tassa sui maiali (Schweinezins) che i Turingi dovevano pagare annualmente al potere centrale dell'impero sotto forma di 500 maiali dalla caduta del regno di Turingia nel 531, circa mezzo millennio prima. Sotto Guglielmo II il Grande (963-1003), i conti di Weimar divennero una delle famiglie nobili più potenti della Turingia.

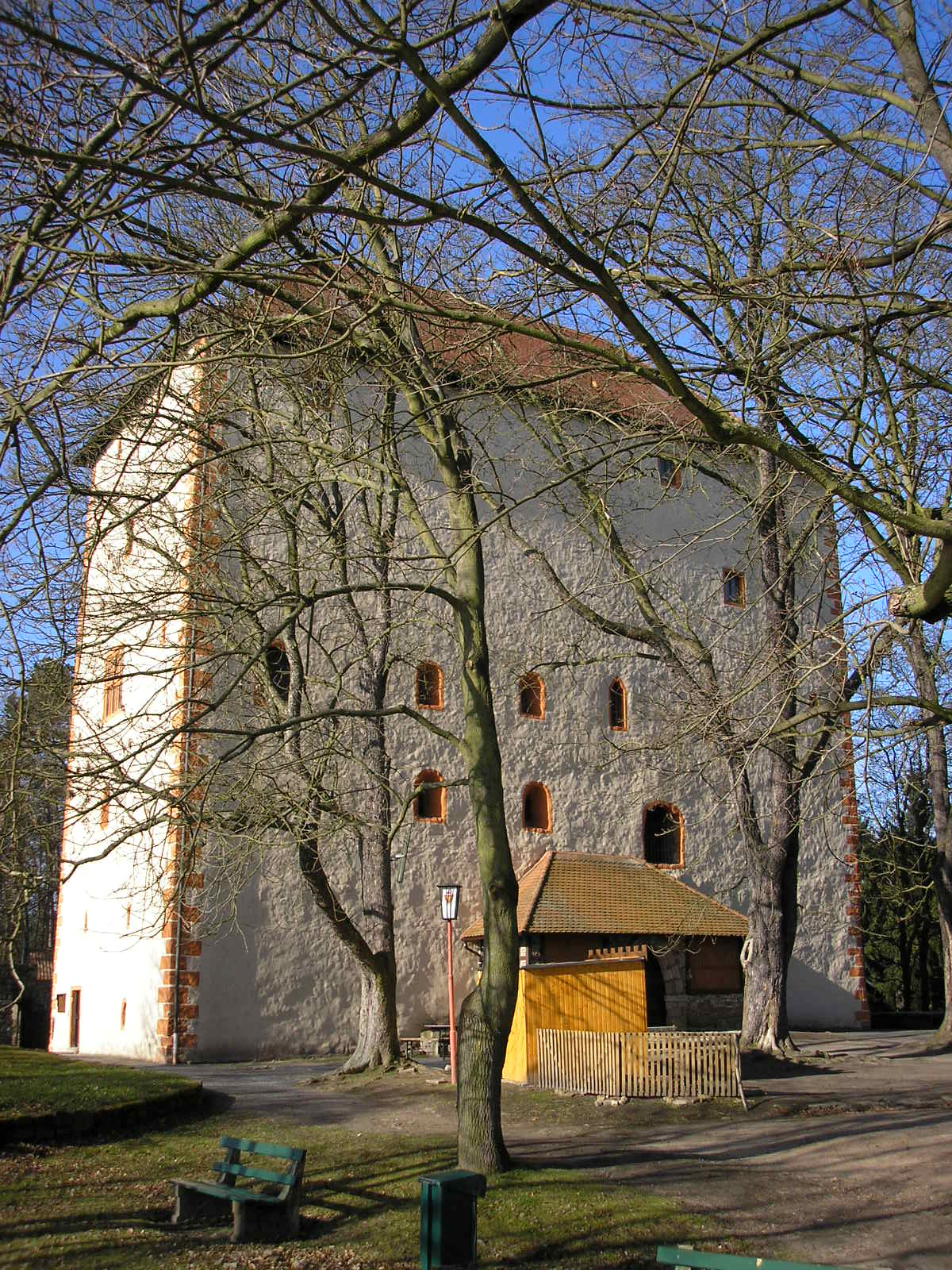
Kemenate Orlamünde
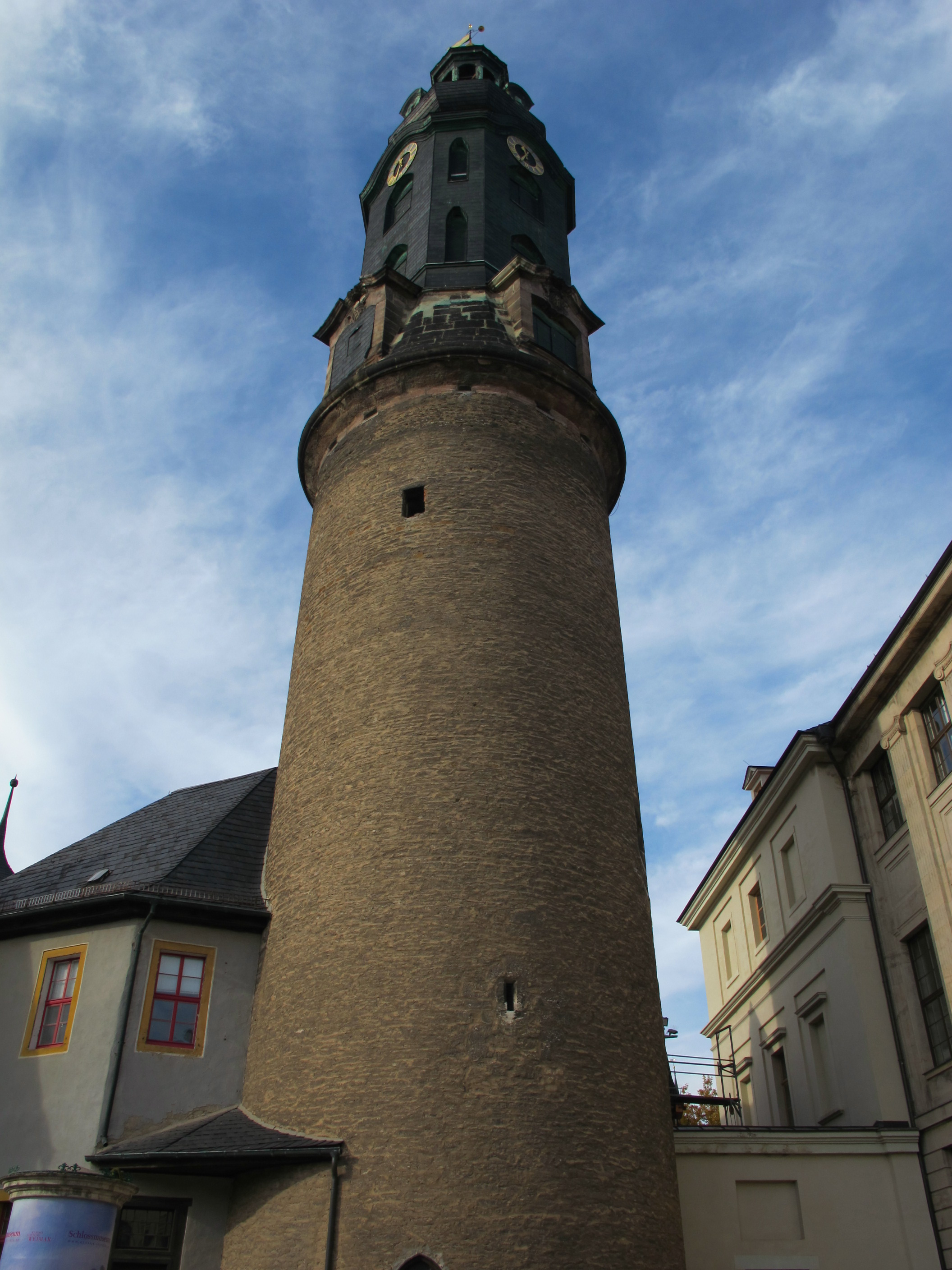
Mastio del palazzo della città di Weimar

Guglielmo IV (1039-1062) riuscì ad acquisire la contea palatina di Sassonia e il margraviato di Meissen. Guglielmo IV, morto senza figli, fu succeduto dal fratello minore Ottone I (1062-1067). Ancor prima di ereditare la contea di Weimar nel 1062, acquisì la contea di Orlamünde, unendo i due territori. Da allora si parlò della contea di Weimar-Orlamünde, che esisteva, almeno nella sua parte di Weimar, fino al 1365.
Il 13 maggio 1112, Ulrico II di Weimar e Orlamünde, l'ultimo conte di Weimar-Orlamünde della linea Weimar, morì. Il re Enrico V tentò quindi, invano, di ottenere tutti i suoi allodi. Il conte palatino del Reno Sigfrido I rivendicò la contea in qualità di figlio dell'ereditiera Adelaide di Weimar-Orlamünde. Dopo anni di guerra di successione, i suoi parenti ascanidi riuscirono a prevalere e così stabilirono la linea collaterale ascanica di Weimar-Orlamünde, che governò la contea per circa due secoli e mezzo.

### Margravi d'Istria e Carniola
Un ramo dei conti di Weimar era anche molto attivo anche nel sud-est dell'impero: da Poppo I fino all'estinzione della vecchia linea di Weimar con Ulrico II nel 1112, i Weimar detennero temporaneamente gli uffici di margravio in Istria e Carniola. Il conte Bertoldo II di Andechs e Plassenburg gettò le basi per il ducato di Merania, importante in termini di politica imperiale, sposando l'erede di Weimar-Orlamünd Sofia d'Istria, e con suo nipote, Bertoldo IV, ne venne infine investito.

## Albero genealogico
|                       |                       |                       |                                    |                                                           |                                                           |                                                |                                                |                             |                                               |                                                   |                                                   |                                                                                     |                                                                                     |                |                |
|                       |                       |                       |                                    |                                                           |                                                           |                                                | Guglielmo I *? †963                            |                             |                                               |                                                   |                                                   |                                                                                     |                                                                                     |                |                |
|                       |                       |                       |                                    |                                                           |                                                           |                                                |                                                |                             |                                               |                                                   |                                                   |                                                                                     |                                                                                     |                |                |
|                       |                       |                       |                                    |                                                           |                                                           |                                                |                                                |                             |                                               |                                                   |                                                   |                                                                                     |                                                                                     |                |                |
|                       |                       |                       |                                    |                                                           | Poppo *? †?                                               | Poppo *? †?                                    | Guglielmo II *930~935 †1003                    | Guglielmo II *930~935 †1003 | Sigberto *? †?                                | Sigberto *? †?                                    |                                                   |                                                                                     |                                                                                     |                |                |
|                       |                       |                       |                                    |                                                           |                                                           |                                                |                                                |                             |                                               |                                                   |                                                   |                                                                                     |                                                                                     |                |                |
|                       |                       |                       |                                    |                                                           |                                                           |                                                |                                                |                             |                                               |                                                   |                                                   |                                                                                     |                                                                                     |                |                |
|                       |                       |                       | Guglielmo III *? †1039 ⚭ Oda *? †? | Guglielmo III *? †1039 ⚭ Oda *? †?                        |                                                           |                                                |                                                |                             | Poppo I *? †~1044 ⚭ Hadamut *? († post 1040   | Poppo I *? †~1044 ⚭ Hadamut *? († post 1040       | Agnese *? †? ⚭ Federico I? *? †1042               | Agnese *? †? ⚭ Federico I? *? †1042                                                 |                                                                                     |                |                |
|                       |                       |                       |                                    |                                                           |                                                           |                                                |                                                |                             |                                               |                                                   |                                                   |                                                                                     |                                                                                     |                |                |
|                       |                       |                       |                                    |                                                           |                                                           |                                                |                                                |                             |                                               |                                                   |                                                   |                                                                                     |                                                                                     |                |                |
|                       | Guglielmo IV *? †1062 | Guglielmo IV *? †1062 | Ottone I *? †1067                  | Ottone I *? †1067                                         | Aribo *? †1070                                            | Aribo *? †1070                                 |                                                |                             | Ulrico I *? †1070 ⚭ Sofia d'Ungheria *? †1095 | Ulrico I *? †1070 ⚭ Sofia d'Ungheria *? †1095     |                                                   |                                                                                     |                                                                                     |                |                |
|                       |                       |                       |                                    |                                                           |                                                           |                                                |                                                |                             |                                               |                                                   |                                                   |                                                                                     |                                                                                     |                |                |
|                       |                       |                       |                                    |                                                           |                                                           |                                                |                                                |                             |                                               |                                                   |                                                   |                                                                                     |                                                                                     |                |                |
| Adelaide *~1055 †1100 | Adelaide *~1055 †1100 | Cunegonda *1055 †1140 | Cunegonda *1055 †1140              | Ulrico II *? †1112 ⚭ Adelaide di Turingia *? †1146        | Ulrico II *? †1112 ⚭ Adelaide di Turingia *? †1146        | Poppo II *? †1098~1103 ⚭ Richgard *? †~1130    | Poppo II *? †1098~1103 ⚭ Richgard *? †~1130    |                             |                                               | Richardis *? †? ⚭ Ottone II di Scheyern *? †~1110 | Richardis *? †? ⚭ Ottone II di Scheyern *? †~1110 | Adelaide *? †? ⚭ (I) Federico II di Ratisbona ⚭ (II) Udalschalk di Lurngau *? †1115 | Adelaide *? †? ⚭ (I) Federico II di Ratisbona ⚭ (II) Udalschalk di Lurngau *? †1115 | Walburga *? †? | Walburga *? †? |
|                       |                       |                       |                                    |                                                           |                                                           |                                                |                                                |                             |                                               |                                                   |                                                   |                                                                                     |                                                                                     |                |                |
|                       |                       |                       |                                    |                                                           |                                                           |                                                |                                                |                             |                                               |                                                   |                                                   |                                                                                     |                                                                                     |                |                |
|                       |                       |                       |                                    | Sofia d'Istria *? †1132 ⚭ Bertoldo II di Andechs *? †1151 | Sofia d'Istria *? †1132 ⚭ Bertoldo II di Andechs *? †1151 | Edvige *? †1162 ⚭ Alberto II di Bogen *? †1146 | Edvige *? †1162 ⚭ Alberto II di Bogen *? †1146 | Poppo III? *? †1141         | Poppo III? *? †1141                           | Ottone I *? †?                                    | Ottone I *? †?                                    |                                                                                     |                                                                                     |                |                |
|                       |                       |                       |                                    |                                                           |                                                           |                                                |                                                |                             |                                               |                                                   |                                                   |                                                                                     |                                                                                     |                |                |
|                       |                       |                       |                                    |                                                           |                                                           |                                                |                                                |                             |                                               |                                                   |                                                   |                                                                                     |                                                                                     |                |                |
|                       |                       | Poppo *? †1148        | Poppo *? †1148                     | Bertoldo III *? †1188                                     | Bertoldo III *? †1188                                     | Ottone II *? †1196                             | Ottone II *? †1196                             |                             |                                               |                                                   |                                                   |                                                                                     |                                                                                     |                |                |